# Lake City (Colorado)
Pour les articles homonymes, voir Lake City.
La ville de Lake City est le siège du comté de Hinsdale, situé dans le Colorado, aux États-Unis.
Selon le recensement de 2010, sa population s'élève à 408 habitants. La municipalité s'étend sur 0,84 milles carrés (2,18 km2).
Lake City doit son nom au lac San Cristobal (en).

## Démographie
| 1890 | 1900 | 1910 | 1920 | 1930 | 1940 |
| ---- | ---- | ---- | ---- | ---- | ---- |
| 607  | 700  | 405  | 317  | 259  | 185  |

| 1950 | 1960 | 1970 | 1980 | 1990 | 2000 |
| ---- | ---- | ---- | ---- | ---- | ---- |
| 141  | 106  | 91   | 206  | 223  | 375  |

| 2010 | - | - | - | - | - |
| ---- | - | - | - | - | - |
| 408  | - | - | - | - | - |